# Johann Hermann Kufferath
Johann Hermann Kufferath (Mülheim del Ruhr (Rin del Nord-Westfàlia), 12 de maig de 1797 - Wiesbaden, 28 de juliol de 1864) va ser un compositor alemany.
Era el fill gran del rellotger Carl Kufferath i la seva dona Catharina Horst. Ell i sis dels seus germans posseïen un talent musical inusual, i els contemporanis s'hi referien com a Plèiades musicals.
Va estudiar a Wiesbaden amb Ludwig Spohr i Moritz Hauptmann. Va ser director de música de 1823 a Bielefeld i, a partir de 1830, director municipal de música a Utrecht, càrrec en el qual va succeir-lo un any abans de la seva mort, el neerlandès Rijk Hol.
Va escriure cantates, obertures, motets i un llibre de text de cant.